# Toma Vučić Perišić
Toma Vučić Perišić (Barič 1787/1789 – 1859 byl významnou osobností prvního i druhého srbského povstání, byrokrat a politik, představitel tzv. ustavobranitelů, vládnoucí třídy v Srbsku v polovině 19. století.
Během povstání na počátku 19. století se pokoušel vzpouru obrátit i proti osmanské nadvládě, avšak tomuto úmyslu Miloš Obrenović zabránil, neboť se domníval, že je na to zatím brzy. V dobách vzpour během 20. a 30. let se postavil za knížete Miloše, v následujících letech se stal ovšem zuřivým obráncem ustavobranitelského režimu, stal se jedním z jeho hlavních představitelům. Ve své době patřil k nejbohatším Srbům.[zdroj?] Po návratu Miloše Obrenoviće na trůn byl uvězněn, později nejspíše otráven.